# Schizozygia
Schizozygia  es un género monotípico de planta con flor con una única especie perteneciente a la familia de las Apocynaceae. Schizozygia coffaeoides Baill., es originaria de África desde Somalia a Angola.

## Descripción
Es un arbusto que alcanza un tamaño de 1–4(–8) m de altura; com nadera blanda, amarillo pálido; corteza rugosa marrón con lenticelas rojo pálido. Hojas pecioladas; ampliamente obovadas, de 2.4–25 cm long, 1.1–11 cm ancho. Inflorescencia de 7–15 mm long, glabra con pedúnculo de 3 mm long; brácteas estrechamente oblongas, 3–5 mm long. Flores fragantes;  corola blanca o amarillo pálido, 6.5–9.5 mm long; tubo amarillo. Fruto de color amarillo a naranja, de 7–15 mm long, 5–10 mm de diámetro, dehiscente, semillas de color marrón oscuro de 5–6 mm long.

## Taxonomía
El género fue descrito por Henri Ernest Baillon y publicado en Bulletin Mensuel de la Société Linnéenne de Paris 1: 752. 1888.